# Riserva naturale di Khor Kalba
La Riserva naturale di Khor Kalba, (in inglese Mangrove and Alhafeya Protected Area in Khor Kalba, in arabo  محمية أشجار القرم والحفية بخور آلباء‎?), è un'area naturale protetta degli Emirati Arabi, istituita nel 2012, che si trova nella Regione orientale dell'Emirato di Sharjah sul Golfo di Oman, al confine con l'omonimo stato.

## Storia dell'area
Khor Kalba è stata dichiarata Area Nazionale Protetta del decreto Amiri N. 27 del 2012 emesso dallo sceicco Sultan bin Mohammed Al Qasimi sovrano dell'Emirato di Sharjah.
Questa decisione fa parte di un disegno più ampio annunciato dalla Sharjah Investment and Development Authority (Shurooq), in collaborazione con l'Environment and Protected Areas Authority (EPAA) di Sharjah, finalizzato alla realizzazione di progetto di ecoturismo di Kalba City. Il progetto prevede tre fasi da completarsi entro sei anni. La prima fase prevede appunto lo sviluppo delle riserve naturali di Al Hafiya e Al Qurm (unificate nella citata area naturale protetta), il rilascio di animali e uccelli rari e la creazione di un centro all'interno della riserva per i visitatori, nonché il restauro di numerosi siti archeologici presenti nell'area delle suddette riserve. Le altre due fasi prevedono sviluppi finalizzati al turismo che tuttavia non interesseranno l'area protetta in quanto saranno sviluppati fuori dai confini della riserva.
Nel 2013 il sito è stato designato ed accettato come zona umida ai sensi della Convenzione di Ramsar.
Nel 2016 è stato aperto il Al Hefaiyah Mountain Conservation Centre per la conservazione della fauna delle montagne Al Hajar.
Nel 2017 l'area in questione è stata anche riconosciuta come Important Bird Area (IBA) da BirdLife International.

## Territorio
La riserva si trova sulla costa occidentale del Golfo di Oman a circa 150 km a sud dello stretto di Hormuz. Occupa un'area di 23,38 km². L'area è delimitata a nord dalla citta emiratina di Kalba, a est dall'Oceano Indiano, a ovest dai Monti Hajar e a sud dal confine con l'Oman. L'area marina fino a 2 miglia al largo e inclusa nel confine dell'area protetta. L'altitudine della zona terrestre varia fra 0 e 448 m. slm, mentre la zona marina va da 0 a -23 m.

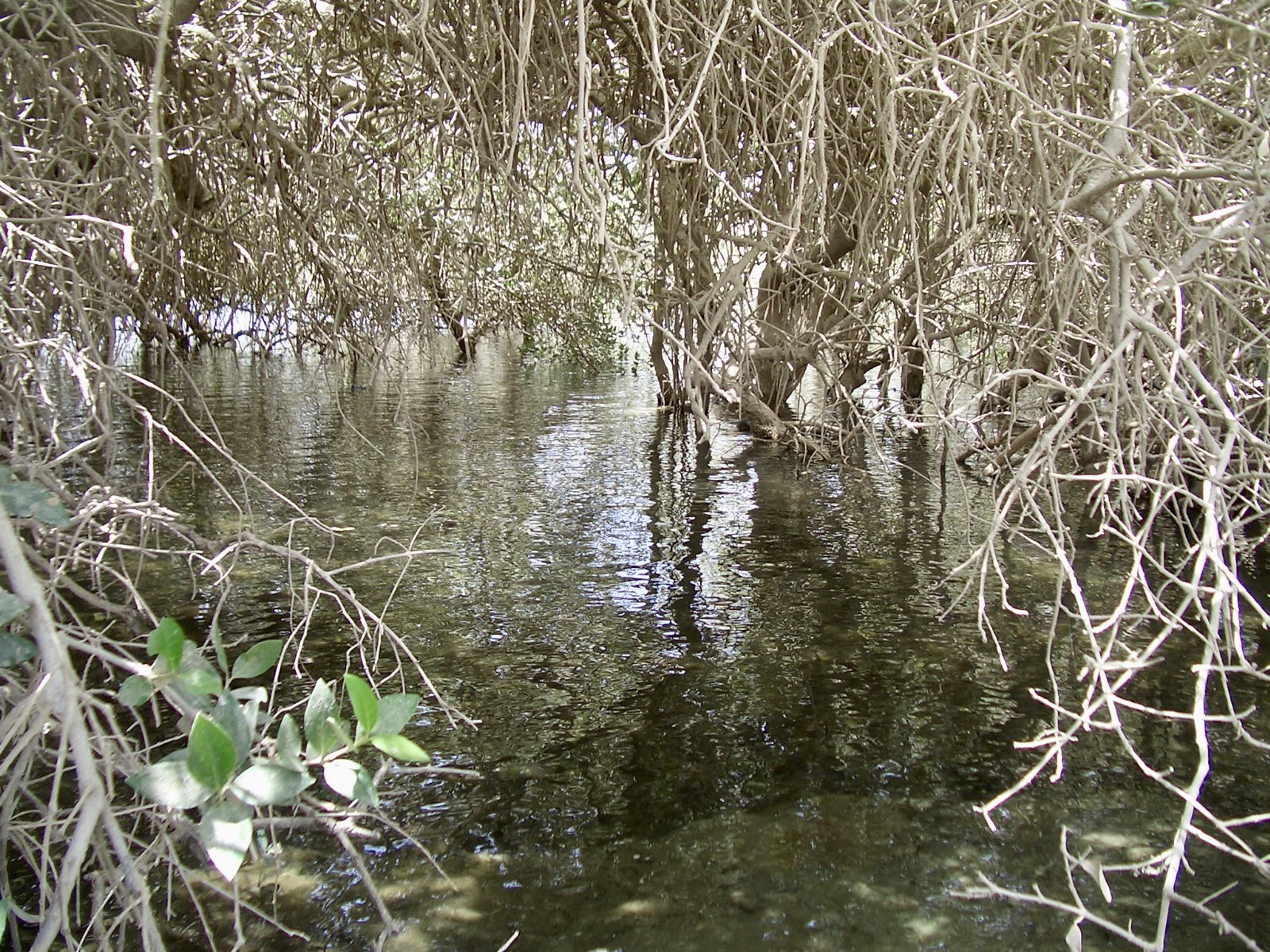
Mangrovie di Avicennia marina in Khor Kalba

Il sito si caratterizza sia a livello nazionale che regionale per la presenza del più significativo insediamento di mangrovie a dominanza di Avicennia marina  dell'Arabia orientale (sviluppato nel corso dei secoli). Nel complesso si tratta di un ecosistema di zone umide di marea riparate e biologicamente diverse con apporto di acqua dolce dalle montagne adiacenti (Monti Hajar). Kalba rappresenta pertanto uno degli habitat di mangrovie più settentrionali dell'Oceano Indiano occidentale. Da un punto di vista biogeografico si trova in una posizione particolarmente interessante, nella zona di transizione tra la regione del Golfo Persico e il Golfo di Oman/Mar Arabico.
La riserva è formata da tre aree: l'area marina al largo della costa, l'area litoranea della riserva di Al Qurm, fra la costa e la strada statale E 99, l'area interna fra la E99 e le pendici dei monti Hajar che forma la riserva di Al Hafiya.
Khor Kalba è composto da diversi habitat tra cui subtidale costiera, intertidale (spiaggia sabbiosa, mangrovie, fango e canali di marea), sabbia sopratidale, palude salata e piane saline. Esso costituisce uno dei principali ecosistemi delle zone umide e siti di fauna selvatica del paese in termini di biodiversità, valori naturali, rarità, fragilità, e fascino intrinseco.
L'area è attraversata dal Wadi Rumh che costituisce il principale corso d'acqua che fluisce nel khor, anche se in modo discontinuo. Il Wadi ha un bacino idrografico che copre un'area di 100 km², in gran parte di carattere montuoso che è parte della catena dei Monti Hajar. Una stretta pianura alluvionale dominata da boschi di acacie si trova tra le aride montagne pietrose e la zona litoranea. Le zone vegetali comprendono arbusti di Euphorbia larica sulle montagne, con boschi di acacie sulle colline pedemontane e pianura adiacente, un complesso di barene intertidali di Arthrocnemum e Halocnemum e la specie monospecifica Avicennia marina.
Dal punto di vista amministrativo la riserva si trova nel territorio di competenza della comunità di Kalba.
Questa area ricade all'interno dell'ecoregione terrestre del Deserto e semideserto del golfo di Oman.

## Biodiversità
La riserva di Khor Kalba è caratterizzata da una grande biodifersità per la quale nel 2002 l'UNESCO ha raccomandato di proporre l'area per la designazione di Riserva della biosfera.
La flora nell'area è relativamente ricca di numero di specie rispetto ad altre aree di pari dimensioni nelle aree limitrofe degli Emirati Arabi. Si possono individuare sei principali habitat: Euphorbia larica sulle colline, Acacia tortilis ai piedi delle colline e in pianura, paludi salmastre di Halocnemum e Arthrocnemum nella zona intercotidale superiore, mangrovie di Avicennia marina ai margini del lato del khor, fanerogame marine anche lì e in mare aperto e piante di Pennisetum divisum (Poaceae) che dominano la vegetazione della spiaggia.
Le mangrovie di Khor Kalba sono le uniche che si trovano nell'Emirato di Sharjah. Questi ecosistemi altamente produttivi sono vitali per il loro ruolo nel fornire zone di riproduzione, vivaio e alimentazione per diverse specie di pesci, invertebrati e piante, oltre a proteggere la costa dai danni delle tempeste e dall'erosione mentre intrappolano i sedimenti portati via dal terreno. Gli alberi di mangrovia di Kalba sono i più alti e costituiscono il bosco maturo più esteso che si trovi in quella regione biogeografica.
In aggiunta alle specie già citata, sono state censite le seguenti specie vegetali: Aeluropus sp., Aizoon canariense, Anabasis setifera, Arthrocnemum macrostachyum, Atriplex leucoclada, Calotropis procera, Cornulaca sp., Cymbopogon sp., Cyperus conglomeratus, Halocnemum strobilaceum, Heliotropium sp., Indigofera sp., Launaea sp., Limonium axillare, Lotus sp., Monsonia nivea, Panicum turgidum, Phoenix dactylifera, Poaceae spp., Prosopis cineraria, Prosopis juliflora, Pulicaria sp., Salsola imbricata, Suaeda vermiculata, Tamarix sp., Ziziphus spina-christi, Zygophyllum boulosii, Zygophyllum simplex.
Oltre alle mangrovie, l'area è di grande interesse ornitologico in quanto un'ampia varietà di specie di uccelli si riproduce, sverna e sosta qui durante la migrazione.

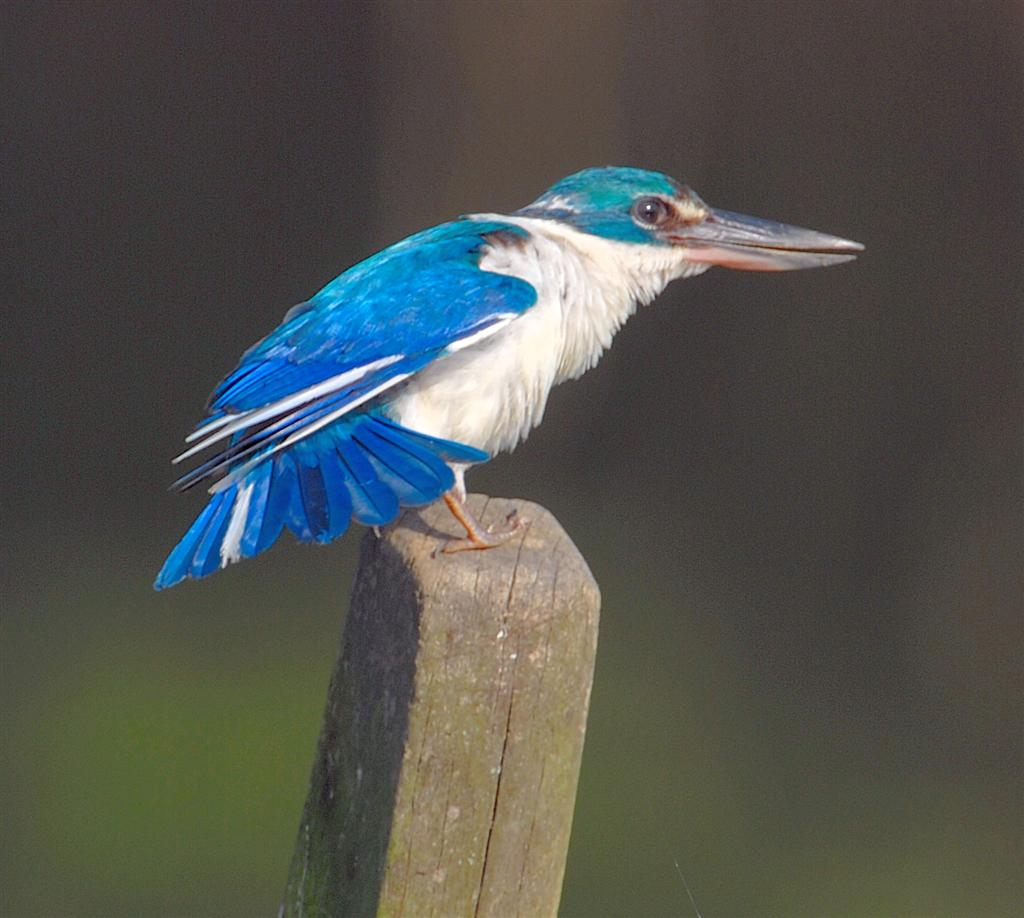
Martin pescatore dal collare (Todirhamphus chloris).

Le mangrovie e le distese fangose di Khor Kalba sono fondamentali per la sopravvivenza dell'endemico martin pescatore dal collare (Halcyon chloris). La sottospecie presente, chiamata kalbaensis dal nome dell'area, non si riproduce in nessun'altra parte del mondo. La popolazione di questo uccello in Khor Kalba è stimata in 44 coppie. Questo martin pescatore nidifica nei buchi delle mangrovie più antiche e si nutre principalmente di granchi raccolti dalle distese fangose e tra i pneumatofori delle mangrovie in acque basse.
La spiaggia di Khor Kalba è frequentata da un gran numero di gabbiani (Larus spp.) e sterne (Sterna spp.), sia nel periodo della migrazione che durante i mesi invernali. La concentrazione di gabbiani di Hemprich (Larus hemprichii) presente è di importanza internazionale, con fino al 5% della popolazione mondiale stimata presente a volte, così come le popolazioni di alcune specie di sterna. Un'ampia varietà di uccelli costieri e aironi frequenta la spiaggia e le distese fangose del khor, sebbene il numero di nessuna di queste specie presenti sia considerato significativo a livello nazionale o regionale.
Un altro uccello caratteristico di questa area è il canapino di Sykes (Hippolais rama), un passeriforme che si riproduce solo qui negli Emirati Arabi e solo in un altro sito in Arabia (Khor Liwa, Oman), sebbene non sia considerato una specie a rischio in termini mondiali. Qui la nidificazione e l'alimentazione avvengono nelle mangrovie, in particolare dove i cammelli hanno brucato i rami più bassi per provocare un boschetto di fogliame a livello del suolo.
Un certo numero di specie nidificanti tipicamente mediorientali è presente nell'area della savana di Acacia sulla pianura alluvionale a ovest della E 99 che collega Kalba con l'Oman. Questi includono il passero dalla gola gialla (Petronia xanthocollis), il gruccione della Persia (Merops persicus), il garrulo d'Arabia (Turdoides squamiceps) e l'assiolo di Bruce (Otus brucei). Tutti presenti qui in densità più elevate rispetto a quasi tutte le altre località degli Emirati Arabi (né nessun altro singolo sito supporta a livello nazionale tutte e quattro queste specie contemporaneamente). Le grandi popolazioni di ciascuna specie sono almeno in parte dovute alla qualità della savana dell'acacia.

## Punti di interesse
Khor Kalba è un'area di notevole importanza archeologica e culturale, non solo per il periodo preistorico ma anche per la storia locale della regione. L'archeologia dell'entroterra costiero comprende una serie di significativi siti storici e preistorici, alcuni dei quali risalenti al III millennio a.C.. Sono presenti numerose strutture, come forti, tumuli e camere funerarie, in diversi stati di conservazione, così come un notevole insieme di opere d'arte rupestri o pittoglifi. La maggior parte dei siti archeologici all'interno dell'area di indagine preliminare si trovava nella pianura costiera o in prossimità del bordo dei monti Hajar.
I siti preistorici e storici dell'area di Kalba sono significativi in termini di storia e gestione dell'ambiente circostante. La presenza di insediamenti databili dal III millennio a.C. all'età del ferro sono un riflesso della capacità dell'area di sostenere una consistente popolazione preistorica per un lungo periodo di tempo. I riferimenti scritti portoghesi, arabi e britannici alla regione riflettono anche l'importanza strategica e ambientale di questo tratto di costa nel passato storico più recente.
Un tell risalente al terzo millennio a.C. si trova all'interno dei giardini di palme da dattero tra le montagne e la città di Kalba. Questo tell è costituito da una grande torre difensiva del periodo Umm an-Nar (2500-2000 a.C.), un'ampia piattaforma di mattoni di fango del periodo Wadi Suq (2000-1300 a.C.) e resti dell'età del ferro (1300-300 a.C.). Il sito è significativo in quanto gli insediamenti preistorici sono relativamente rari nell'Arabia sud-orientale. Il sito è paragonabile a quello di Tell Abraq al confine tra gli emirati di Sharjah e Umm al-Qawain.